# ارتش بزرگ
ارتش بزرگ (فرانسوی: Grande Armée‎) اصطلاحاً به نیروهای مسلح ناپلئون بناپارت گفته می‌شد.
این ارتش در جریان حمله فرانسه به روسیه شکست سختی را متحمل شد و دیگر هیچ‌گاه نتوانست قدرت سابق خود را بازیابد.